# Eclipse solar del 15 de febrero de 2018

Esquema animado mostrando las áeras de paso del eclipse solar

Un eclipse solar parcial de 2018 tuvo lugar el 15 de febrero de 2018. Un eclipse solar ocurre cuando la Luna pasa entre la Tierra y el Sol, ocultando total o parcialmente la imagen del Sol para un espectador en la Tierra. Un eclipse solar parcial ocurre en las regiones polares de la Tierra cuando el centro de la sombra de la Luna falla en la Tierra. El eclipse ocurrió antes del atardecer en el Cono Sur de Sudamérica..
El eclipse más grande tuvo lugar en la Antártida. El área de visibilidad comprendía dos tercios del continente antártico y partes de los países sudamericanos de Chile, Argentina, Uruguay, Paraguay y Brasil. Sin embargo, en Uruguay, en la conurbación argentina de Buenos Aires y en el sur de Brasil (Rio Grande do Sul, Santa Catarina, Paraná) el eclipse se produjo solo con un bajo grado de cobertura durante la puesta de sol. También en Santiago de Chile el grado de cobertura fue bajo.

## Galería

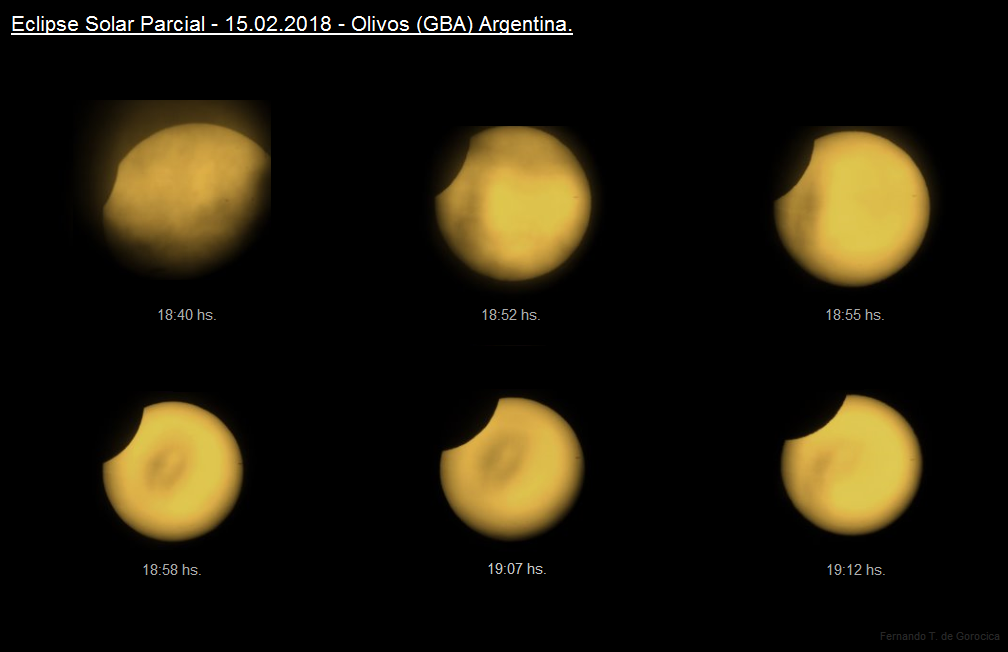
Eclipse solar visto desde Olivos, Argentina
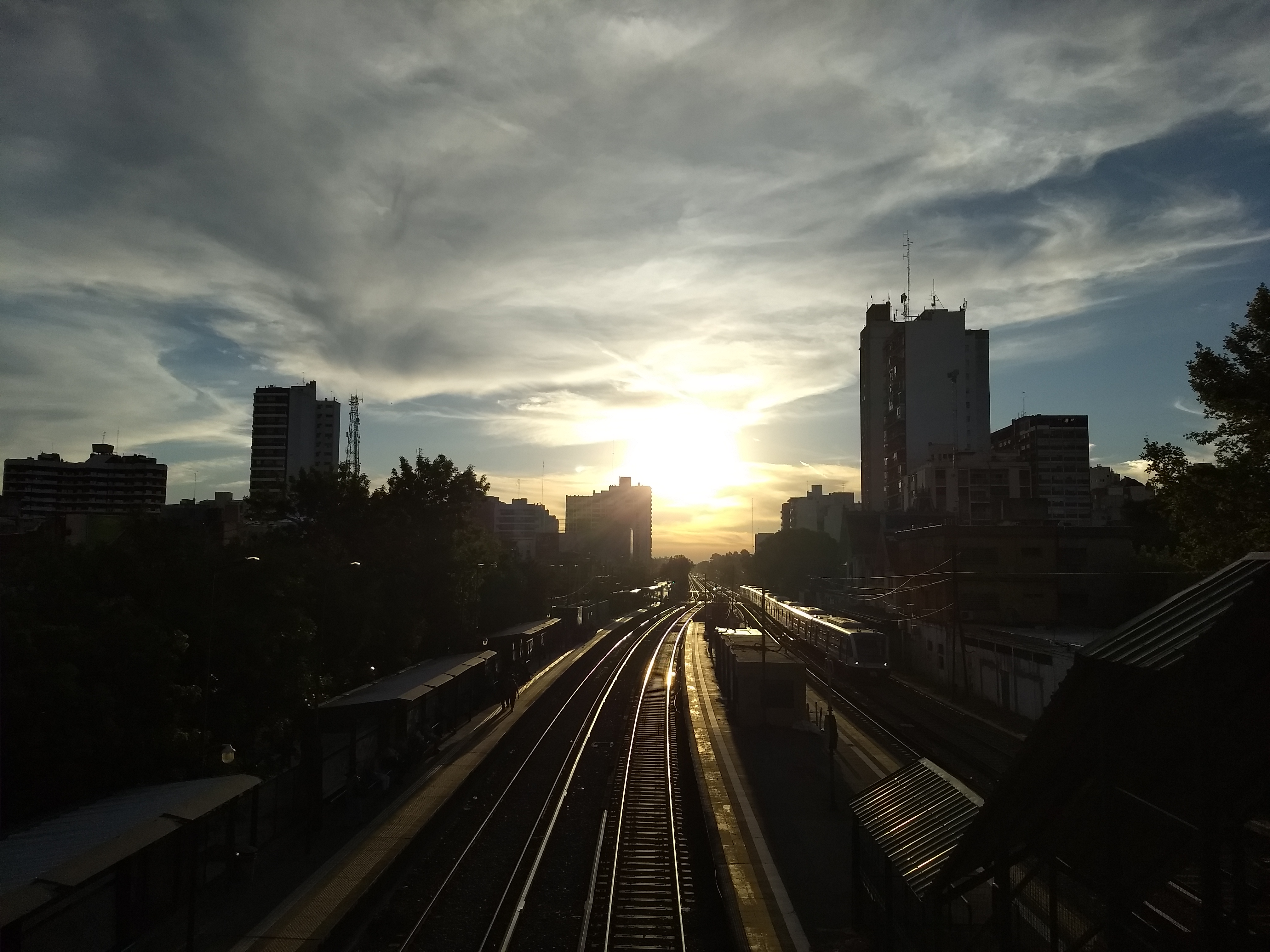
Eclipse solar visto desde Ramos Mejía, Argentina, 22:13 UTC